# Lijst van afleveringen van Law & Order: Los Angeles
Dit is een lijst met afleveringen van de Amerikaanse televisieserie Law & Order: Los Angeles. De serie telt maar 1 seizoen. Een overzicht van alle afleveringen van dit seizoen is hieronder te vinden.
De naam van elke aflevering verwijst naar een wijk in Los Angeles.

## Hoofdrolspelers
- Skeet Ulrich, als Rex Winters
- Corey Stoll, als Tomas "TJ" Jaruszalski
- Rachel Ticotin, als Arleen Gonzales
- Alfred Molina, als Ricardo Morales
- Terrence Howard, als Jonah "Joe" Dekker
- Regina Hall, als Evelyn Price
- Megan Boone, als Lauren Stanton
- Peter Coyote, als Jerry Hardin

## Seizoen 1 (2010-2011)
| Aflevering | Titel           | Schrijver             | Regie               | Uitzenddatum VS   | Selectie gastrollen |
| --- | --------------- | --------------------- | ------------------- | ----------------- | --- |
| 1. | Hollywood       | Dick Wolf             | Allen Coulter       | 29 september 2010 | Shawnee Smith - Trudy Sennett Danielle Panabaker - Chelsea Sennett Robin McDonald - advocaat van Chelsea Sennett Oded Fehr - Nick Manto Michael O'Neill - Jeb Monroe                                                                         |
| Rechercheurs Winters en Jaruszalski onderzoeken een aantal inbraken in woningen van beroemdheden in Los Angeles. Zij verdenken de lokale actrice Chelsea Sennett van betrokkenheid, zij neemt de huiseigenaar mee voor de nacht terwijl de rest van de bende het huis leeghaalt. Terwijl zij de betrokkenheid van Chelsea onderzoeken, wordt haar familie zelf overvallen. De moeder van Chelsea schiet een van de inbrekers neer. Chelsea blijft ieder betrokkenheid ontkennen, en dan verschijnt ineens een andere verdachte. Ondertussen krijgen assistent-officieren van justitie Morales en Price hun eigen problemen. Het blijkt dat de inbreker die neergeschoten werd tijdens de inbraak een relatie heeft gehad met Price. |                 |                       |                     |                   | |
| 2. | Echo Park       | Peter Blauner         | Alex Chapple        | 6 oktober 2010    | Teri Polo - Casey Winters Jay Karnes - Jim Roman Bonnie Root - Maura Dillon Michael Massee - Denis Watson Dale Dickey - Sally Ricks |
| Wanneer, de net vrijgelaten misdadigster, Jane Lee Rayburn doodgestoken wordt gevonden gaan Winters en Jaruszalski op onderzoek uit. Zij denken dat haar dood te maken heeft met een serie moorden die in 1979 plaatsvonden in Echo Park. Maar dan vertelt Maura Dillon, de ex-celgenote van Jane Lee, haar seksueel mishandeld heeft tijdens haar gevangenschap en dit geeft ook een goed motief voor de moord. Tijdens het verdere onderzoek ontdekken de rechercheurs dat Maura zeer waarschijnlijk onterecht gevangen zit voor de dood van haar kinderen tijdens een woningbrand. Het onderzoek destijds werd geleid door Casey, de vrouw van Winters, en heeft toen Maura onder druk gezet om een bekentenis te doen. Assistent-officieren van justitie Dekker en Stanton moeten nu in gevecht met de advocaat van Maura, deze dreigt de duistere geheimen van Casey te onthullen. |                 |                       |                     |                   | |
| 3. | Harbor City     | Judy McCreary         | Nick Gomez          | 13 oktober 2010   | James Morrison - Gray Campbell Catherine Dent - advocate verdediging Jeff Kober - Toomey Aaron Hill - Patrick Scott |
| Wanneer een voormalige surfer vermoord wordt gevonden gaan Winters en Jaruszalski op onderzoek uit. Het onderzoek leidt hen naar een strand waarover de aanwonende bewoners een strijd voeren over het gebruik ervan. Zij willen het strand sluiten voor het publiek terwijl het slachtoffer met anderen hiertegen protest voerde. Assistent-officieren van justitie Morales en Price nemen een ongewone tactiek in de rechtszaak voor het vervolgen van de daders. |                 |                       |                     |                   | |
| 4. | Sylmar          | Richard Sweren        | Constantine Makris  | 20 oktober 2010   | Conor O'Farrell - Lane Garfield Kathleen Rose Perkins - Amy Powell Robert Kazinsky - Ronnie Powell Dee Wallace-Stone - Ellen Powell |
| Wanneer twee kinderen de dood vinden bij een explosie in een methlab gaan Winters en Jaruszalski op onderzoek uit. Zij ontdekken dat de explosie een opgezet plan was, om de drugsdealer te vermoorden. De rechercheurs ontdekken dat de explosie uitgevoerd werd door lokale bewoners, die bekeerd zijn tot de radicale islam, om zo de drugsmisdaad te stoppen in hun wijk. De zaak wordt nog groter als blijkt dat er een plan ligt om een bomaanslag te plegen op de Internationale luchthaven van Los Angeles. Hoewel de bomaanslag tegengehouden kan worden moeten Dekker en Stanton in gevecht met het United States Department of Justice, dat hen wil berechten voor verraad. Dekker en Stanton willen hen echter voor het gerecht slepen voor moord op de twee kinderen. |                 |                       |                     |                   | |
| 5. | Pasadena        | Debra J. Fisher       | Roger Young         | 3 november 2010   | John Benjamin Hickey - congreslid Thomas Nelson Kate McNeil - Patricia Nelson Christopher Cousins - advocaat van Thomas Nelson Rebecca Mader - Rebecca Townley Joan McMurtrey - moeder van Rebecca Townley Michael Mosley - Robert Forrester |
| Wanneer Rebecca Townley, die vier maanden zwanger was, aangereden wordt door een auto gaan Winters en Jaruszalski op onderzoek uit. Zij ontdekken dat Rebecca een affaire had met congreslid Thomas Nelson. Tevens ontdekken zij ook dat de vrouw van Thomas, een terminale kankerpatiënte, de ex-man van Rebecca, Robert Forrester, betaald had om Rebecca te doden nadat zij achter de affaire kwam. Nu moeten Morales en Price beslissen om haar wel of niet te vervolgen in verband met haar terminale ziekte, tevens hebben zij moeite om een aanklacht te krijgen als de zaak in een politiek mijnenveld verandert. |                 |                       |                     |                   | |
| 6. | Hondo Field     | Michael S. Chernuchin | Ed Bianchi          | 10 november 2010  | Natalie Zea - Sarah Goodwin Sprague Grayden - Valerie Roberts Robert Baker - Buddy Tamlyn Tomita - Miwako Nishizawa |
| Wanneer het vermoorde lichaam van een boortorenmedewerker, vlak bij zijn werkplek, wordt gevonden gaan Winters en Jaruszalski op onderzoek uit. Zij ontdekken al snel dat Valerie Roberts, de manager van de boortoren, het slachtoffer de nacht van de moord heeft benaderd voor een date. De rechercheurs vinden bewijzen dat de moord het resultaat was van zijn weigering voor een date met Valerie, en het feit dat het merendeel van haar mannelijke collega's niet blij met haar zijn omdat zij een vrouw is. Als Valerie de beroemde advocate Sarah Goodwin inhuurt beseffen Dekker en Stanton dat zij een zware dobber zullen krijgen in de rechtbank. Dat Dekker in het verleden een relatie heeft gehad met Sarah helpt de zaak verder ook niet echt. |                 |                       |                     |                   | |
| 7. | Ballona Creek   | Richard Sweren        | Vincent Misiano     | 17 november 2010  | Patrick Fischler - Josh Solomon Sophina Brown - Julia Chaffey Tamlyn Tomita - Miwako Nishizawa |
| Wanneer een onderhoudsmonteur in een rivier die hij aan het schoonmaken was vermoord wordt gevonden gaan Winters en Jaruszalski op onderzoek uit. Het onderzoek neemt een zorgwekkende wending als blijkt dat het slachtoffer met een privéonderzoek bezig was naar een serie van acht moorden die gepleegd zijn in de begin jaren 90. De rechercheurs ontdekken verder dat deze moorden nooit met elkaar in verbinding zijn gebracht, en dat een potentiële seriemoordenaar actief was. Het onderzoek leidt hen dan naar een collega van het slachtoffer die een aantal jaren onder een valse naam leeft, zij denken dat dit de dader is van de moorden in de jaren 90 en van de laatste moord. |                 |                       |                     |                   | |
| 8. | Playa Vista     | Julie Martin          | Jean de Segonzac    | 1 december 2010   | Marc Blucas - Chip Jarrow Bellamy Young - Monica Jarrow Hutch Dano - Luke Jarrow Peter Mackenzie - advocaat Simms Tamlyn Tomita - Miwako Nishizawa                                                                                           |
| Wanneer Kristin Halstead, een professionele golfster, vermoord wordt gevonden in haar appartement gaan Winters en Jaruszalski op onderzoek uit. Hun onderzoek leidt hen naar de belangrijke golfer Chip Jarrow, een man met een algemeen bekend seksverslaving. Kristin had Chip betrapt met een vrouw die een vriendin van haar was en dreigde het zijn vrouw, Monica, te vertellen. De rechercheurs ontdekken verder dat Monica al op de hoogte was van zijn verslaving, en nu denken zij dat Kristin de zoon van Chip, Luke, bedreigde. In de rechtszaal ontdekken Dekker en Stanton dat Luke de moord heeft gepleegd in opdracht van Monica. |                 |                       |                     |                   | |
| 9. | Zuma Canyon     | Richard Sweren        | Tom DiCillo         | 11 april 2011     | Teri Polo - Casey Winters Caitlin Carmichael - Lily Winters Jose Pablo Cantillo - Cesar Vargas Charles Rahi Chun - Mitch Pellington |
| Wanneer een familiefeestje uitmondt op een moordpartij waar verschillende mensen de dood vinden gaan Winters en Jaruszalski op onderzoek uit. Het onderzoek leidt hen naar de huiseigenaar, die met een project bezig was wat hem uiteindelijk liet belanden bij een wietplantage in de bergen. Als de rechercheurs onderzoek doen op de plantage vinden zij een jong kind die de plantage moest beschermen, en beseffen dan dat hij de enige getuige is die hen verder kan helpen. De rechercheurs komen dichter bij de dader als plotseling Winters vermoord wordt in zijn huis. Ontmand door verdriet van het verlies van zijn collega wil Jaruszalski alles op alles zetten om de dader te vinden. Als de dader gevonden wordt moeten Morales en Price een gevecht aangaan met de Mexicaanse overheid om hem te kunnen berechten, dit omdat de dader een Mexicaanse staatsburger is. Tijdens de eerste dag van de rechtszaak wordt de belangrijkste getuige vermoord en de zaak valt dan uit elkaar. Morales krijgt een aanvaarding met zijn baas als hij van hem eist een andere manier te vinden om de dader te berechten. Nadat dit mislukt neemt Morales de drastische beslissing om terug te keren naar zijn oude beroep, rechercheur. |                 |                       |                     |                   | |
| 10. | Silver Lake     | Peter Blauner         | Christopher Misiano | 11 april 2010     | Tim DeKay - Don Alvin Coleton Ray - Bobby Alvin Jason Beghe - Raymond Garson Conor O'Farrell - Lane Garfield Tamlyn Tomita - Miwako Nishizawa                                                                                                |
| Een vrouw wordt brutaal verkracht en vermoord in haar eigen huis, haar man werd vastgebonden in de badkamer en hun zoon werd ook vermoord. Morales en Jaruszalski gaan op onderzoek uit en deze zaak leidt hen naar een serie vergelijkbare zaken gepleegd door een serieverkrachter. Zij komen bij een dader, de gestoorde geheim agent Ray Garson. Als de zaak voorkomt in de rechtbank hebben Dekker en zijn nieuwe assistente Connie Rubirosa het moeilijk om de jury te overtuigen om de rechtszaak voort te zetten. Dit omdat Morales niet helemaal volgens de regels heeft gewerkt, en dat er een lichaam in een moordzaak uitgesloten wordt van deze rechtszaak. |                 |                       |                     |                   | |
| 11. | East Pasadena   | Richard Sweren        | Christopher Misiano | 18 april 2011     | John Pankow - advocaat Byron Amanda Carlin - Susan Foreman Vaughn Armstrong - Mike Foreman Andy Umberger - chief Thompson Roxana Brusso - Ava Ruiz                                                                                           |
| Na een achtervolging met hoge snelheid wordt het lichaam van een vrouw gevonden, hierop gaan Morales en Jaruszalski op onderzoek uit. Zij verdenken al snel de vriend van het slachtoffer, die jaloers op haar was nadat hij vermoedde dat zij een affaire had met een collega. Maar hij geeft de rechercheurs informatie over het feit dat zijn vriendin een oplichtingzaak had ontdekt op haar werk, het gemeentehuis. Hierop ontdekken zij al snel dat de moord in opdracht is gepleegd van een hooggeplaatst persoon in de gemeenteraad. Het spoor van het onderzoek leidt hen naar corruptie in het gemeentehuis, en Morales raakt in een vuurgevecht met twee verdachten van de moord. Dekker en Rubirosa hebben alle moeite om de zaak op orde te houden als de burgers in opstand komen. |                 |                       |                     |                   | |
| 12. | Benedict Canyon | Michael S. Chernuchin | Alex Chapple        | 25 april 2011     | JoBeth Williams - Mrs. Walker Jaime Taite - Lily Walker Paula Malcomson - Jill Jennings Jeff Fahey - Terry Briggs Khloé Kardashian - Khloe                                                                                                   |
| Wanneer de succesvolle styliste Lily Walker in haar auto wordt doodgeschoten gaan Morales en Jaruszalski op onderzoek uit. Door vingerafdrukken op de autodeur komen zij bij een pas vrijgelaten gevangene, en als zij hem opgespoord hebben weigert hij zich over te geven en Morales schiet hem dan neer. Hierna ontdekken de rechercheurs dat de verdachte onschuldig was, de vingerafdrukken waren op de auto geplaatst om hem zo verdacht te maken. Dan gaat hun aandacht uit naar een goede vriendin van Lily, een styliste die geld had verduisterd en daarom ontslagen was door Lily. De chauffeur van Lily's vriendin bekent de moord en dat hij dit gepleegd heeft in haar opdracht. Nu is het de taak van Dekker en Rubirosa om de werkelijke dader voor het gerecht te brengen. |                 |                       |                     |                   | |
| 13. | Reseda          | David Matthews        | Alex Chapple        | 2 mei 2011        | Michele Nordin - Emily Watson Matt Malloy - advocaat Limpett Chris Ellis - Walter Exley Chance Kelly - sergeant Fordes Sally Kellerman - hospita                                                                                             |
| Wanneer iemand een bankoverval pleegt, door het dreigen dat hij de zoon van de bankier heeft ontvoerd, gaan Morales en Jaruszalski op onderzoek uit. Zij ontdekken al snel dat de zoon niet ontvoerd is maar gewoon op school aanwezig is, de foto die de bankovervaller bij zich had van de zoon heeft hij gemaakt in een fotowinkel. Jaruszalski ontdekt dat zijn leven gevaar loopt als zij dichter bij de dader komen, en een jonge politieagent verliest zijn been bij een dodelijke explosie. Als de verdachte voor moet komen in de rechtbank willen Dekker en Rubirosa proberen hem voor de derde keer te laten veroordelen, hij heeft al twee straffen opzitten voor moord. Dit houdt in dat hij de doodstraf kan krijgen. Maar als de rechtszaak uitloopt op vrijspraak wil Hardin koste wat kost hem toch laten veroordelen om zo de doodstraf te kunnen eisen, hij wil hem nu laten veroordelen voor het stelen van een fiets. Dekker heeft echter moeite met het eisen van de doodstraf voor het stelen van een fiets. |                 |                       |                     |                   | |
| 14. | Runyon Canyon   | Michael S. Chernuchin | Roger Young         | 9 mei 2011        | Roger Young - Roger Young Scott Michael Foster - Roger Darby Reed Diamond - Franklin Citron Tamlyn Tomita - Miwako Nishizawa |
| Wanneer studente geneeskunde Beth Garrett vermoord door wurging wordt gevonden in een park gaan Morales en Jaruszalski op onderzoek uit. Zij ontdekken dat Beth een paar uur voor haar dood seksuele activiteiten heeft gehad met twee medestudenten in een verlaten huis. Wanneer de medestudenten elke betrokkenheid blijven ontkennen met de moord, wordt de onschuld van Beth's beste vriendin in twijfel getrokken omdat zij ook in het verlaten huis was tijdens de moord. Uiteindelijk bekennen alle drie dat zij Beth wel hebben verkracht, maar Beth heeft volgens hen kunnen ontsnappen en zijn dus volgens hen niet schuldig zijn aan haar moord. Dan leidt het onderzoek de rechercheurs naar een pedofiel die al eens veroordeeld is voor het oppikken en verkrachten van meisjes. Dekker en Rubirosa hebben nu de moeilijke taak om de werkelijke dader voor het gerecht te brengen. Hun enige hoop komt nu uit een bekentenis van een verdachte die eerder nog niet opgemerkt werd. |                 |                       |                     |                   | |
| 15. | Hayden Tract    | René Balcer           | René Balcer         | 16 mei 2011       | Shawn Hatosy - Larry Sheppard Robin Weigert - zus van Larry Tamlyn Tomita - Miwako Nishizawa Currie Graham - Max Hearn Max Hearn - Casey Winters                                                                                             |
| senator Celeste Kelman is aanwezig bij een bijeenkomst, als de gestoorde schutter Larry Shepard het vuur opent en zeven mensen vermoord. Met behulp van de moderne technologie zijn Morales en Jaruszalski in staat om een motief voor de daad van Larry te achterhalen. Zij ontdekken dat Larry dacht dat Celeste zijn dochter Ariel had ontvoerd, en als hij Celeste vermoorde dan zou Ariel weer terugkomen. Maar het wordt al snel duidelijk dat Ariel in werkelijkheid een personage is van een computerspel, en Larry dacht dat zij echt bestond. Nu moeten Dekker en Rubirosa erachter zien te komen of Larry echt niet wist wat hij deed of hij het zo allemaal gepland heeft. Ondertussen maakt Morales zich zorgen over het plotselinge verdwijnen van zijn partner Jaruszalski. Zonder dat hij zijn partner heeft ingelicht is Jaruszalski naar Mexico gegaan om de moordenaar van zijn oude partner Winters te zoeken. |                 |                       |                     |                   | |
| 16. | Big Rock Mesa   | Julie Martin          | Helen Shaver        | 23 mei 2011       | Lee Tergesen - Patrick Denton Patrick Denton - Anna Denton Denise Crosby - Diana Burt William O'Leary - Joe Laight Tamlyn Tomita - Miwako Nishizawa                                                                                          |
| Na een grote bosbrand in Malibu worden er drie lichamen gevonden, onderzoek wijst uit dat zij niet zijn overleden aan de brand maar zijn doodgeslagen. Morales en Jaruszalski gaan op onderzoek uit en ontdekken dat tijdens de moord het gebied geëvacueerd was door de brand. Het onderzoek leidt hen naar drie buurtbewoners die in het verleden problemen hadden met daklozen in hun buurt, die probeerden in hun huizen te komen voor eten en drinkwater. Al de drie verdachten verschaffen elkaar een alibi, maar een vermist moordwapen dreigt voor hun roet in het eten te gooien. Dekker en Rubirosa stuiten op cruciaal bewijs, en realiseren dan dat een van de verdachte voor meer aangeklaagd kan worden dan doodslag. |                 |                       |                     |                   | |
| 17. | Angel's Knoll   | Peter Blauner         | Vincent Misiano     | 25 mei 2011       | Jessica Collins - Liz Bennett Titus Welliver - advocaat Kennedy Jodi Lyn O'Keefe - Jenn Mackie Patrick Heusinger - Dan Rathman Jacqueline Hahn - Ms. Rathman Tamlyn Tomita - Miwako Nishizawa                                                |
| George Patrick, een werknemer in een casino, wordt na een heftige discussie met zijn nicht vermoord gevonden in zijn hotelkamer. Morales en Jaruszalski gaan op onderzoek uit en ontdekken dat zijn vrouw Christine geld stal van het casino om zo haar affaire met een andere man en hun overvallen te financieren. Maar het wordt echter al snel duidelijk dat deze twee een deel uitmaken van een groter oplichtingzaak. Om het meesterbrein te kunnen berechten maken Dekker en Rubirosa afspraken voor strafvermindering met Christine en haar minnaar. Als zij net de afspraken gemaakt hebben, beschuldigt de advocaat van hun Morales van het verkrijgen van een bekentenis door intimidatie. Nadat Morales geschorst wordt is het aan Jaruszalski om de naam van zijn partner te zuiveren, en zien achter te komen wie de getuige heeft laten liegen in de rechtbank |                 |                       |                     |                   | |
| 18. | Plummer Park    | René Balcer           | Milan Cheylov       | 30 mei 2011       | Raphael Sbarge - Dennis Ackroyd Skyler Day - Mila Ackroyd Alla Korot - Anna Ackroyd Harry Lennix - agent Bossy Tamlyn Tomita - Miwako Nishizawa                                                                                              |
| Wanneer een vader van twee kinderen vermoord wordt gevonden in de badkuip in zijn huis gaan Winters en Jaruszalski op onderzoek uit. Het onderzoek leidt hen naar een theorie: toen twee politieagenten bij het huis arriveerden liepen zij op tegen twee gewapende mannen en schoten deze dood, deze twee mannen hielden het slachtoffer in gijzeling voor losgeld van zijn rijke Russische familie. De rechercheurs ontdekken verder dat de twee dode gijzelnemers behoorden tot een bende, die vanuit Moskou kwamen voor het plegen van een serie misdaden. Bewijzen vertelt hun verder dat er nog een gijzeling plaatsvindt, zij moeten nu de gijzelaar vinden voordat deze ook vermoord wordt. Als de vrouw die gegijzeld werd levend en wel gevonden wordt, ontdekken de rechercheurs iets verrassends. De vingerafdrukken van haar man worden gekoppeld aan een Russische spion die jaren geleden in het Witte Huis infiltreerde. Dekker en Stanton moeten nu snel zijn met de rechtszaak tegen de Russische gijzelnemers, dit omdat de twee belangrijkste getuigen uitgezet dreigen te worden naar Rusland voor hun spionage werk. |                 |                       |                     |                   | |
| 19. | Carthay Circle  | Debra J. Fisher       | Rod Holcomb         | 6 juni 2011       | Currie Graham - Max Hearn Steven Culp - Ben Corrigan Rick Hoffman - advocaat Miller Isaiah Washington - Roland Davidson Charles S. Dutton - dominee Davidson Tamlyn Tomita - Miwako Nishizawa                                                |
| Wanneer een Chinese vrouw door haar buurman vermoord in haar huis wordt gevonden gaan Winters en Jaruszalski op onderzoek uit. Onmiddellijk verdenken zij haar vriend van de moord omdat zijn creditcard is gebruikt om een enkele treinreis te boeken, en zijn portemonnee wordt vlak bij het station gevonden. Maar wanneer het dode lichaam van de vriend ook in het huis wordt gevonden, staan zij weer met lege handen. Dan leidt het onderzoek hen naar Prop 128, een referendum dat het homohuwelijk in Los Angeles moet legaliseren, waar de vriend campagne tegen voerde. De rechercheurs ontdekken dat de vriend onregelmatigheden had ontdekt in het stemmen, en dat hij vermoord is in opdracht van de leider van het referendum. Morales en Price moeten nu besluiten of zij de moordenaar vervolgen of de leider voor fraude. Hardin eist van Morales dat hij met beide een afspraak maakt voor hun straf, maar tot zijn ergernis wil Morales afspraken met hen maken op zijn voorwaarden. |                 |                       |                     |                   | |
| 20. | El Sereno       | Debra J. Fisher       | Rod Holcomb         | 20 juni 2011      | Harry Groener - advocaat Spicer Charles Malik Whitfield - Al Hayes Nicki Micheaux - Vanessa Hayes Andy Umberger - chief Thompson Marco Sanchez - Felipe Pena                                                                                 |
| Wanneer een schietpartij plaatsvindt in een makelaarskantoor, met vele doden tot gevolg, gaan Winters en Jaruszalski op onderzoek uit. Zij verdenken al snel drie medewerkers van het makelaarskantoor die op het moment afwezig waren, en het wordt al snel duidelijk wie van de drie de schuldige is. Als de zaak voor de rechter komt worden Dekker en Stanton geconfronteerd met de advocaat van de verdachte, deze beweerd dat de hele zaak gebaseerd is op racistische zienswijze van de politie. Dit omdat de verdachte de enige Afro-Amerikaanse werknemer van het kantoor was. Net op het moment dat de rechter deze motie wil verwerpen, wordt er een video van Gonzalez op het internet gezet waarin zij racistische uitlatingen doet. Dekker roept nu de hulp in van Morales om de originele video te vinden met het hele verhaal, om dit aan de jury te kunnen tonen. |                 |                       |                     |                   | |
| 21. | Van Nuys        | Julie Martin          | Vincent Misiano     | 27 juni 2011      | Bob Saget - Adam Brennan Addison Timlin - Erin Gradin M.J. Karmi - Elizabeth Gradin Meredith Scott Lynn - advocate |
| wanneer op een verjaardagsfeestje vijf mensen worden vermoord, een vrouw kan net op tijd ontsnappen, gaan Winters en Jaruszalski op onderzoek uit. Zij ontdekken een partij drugs in een kast, dit kan een motief zijn voor de moorden. Maar verder onderzoek wijst uit dat er waarschijnlijk een vergissing is gemaakt met de identiteit van de slachtoffers en dat er onschuldige mensen zijn vermoord. De rechercheurs ontdekken dat de drugs die gevonden zijn een week geleden gestolen werd uit een huis in Palm Springs, en de moordenaars die er op naar zoek waren geloofde dat de bewoners de dieven waren. Maar het lijkt erop dat de drugs daar neergelegd zijn om de bewoners erin te luizen. Morales en Price zijn genoodzaakt om hulp in te roepen van Dekker om de dader te kunnen veroordelen. Maar als de zaak voorkomt voor de rechter wordt Dekker verrast als de verdachte verklaard gehandeld te hebben uit krankzinnigheid. Ondertussen krijgt Jaruszalski gevoelens voor de ontsnapte vrouw, dit tot ergernis van Winters die hem waarschuwt hiermee op te letten. |                 |                       |                     |                   | |
| 22. | Westwood        | Julie Martin          | Christine Moore     | 11 juli 2011      | Tony Plana - Jorge Gomez Alyssa Diaz - Malia Gomez Marlene Forte - Inez Gomez Taylor Handley - Eric Kentner Dean Norris - Bob Kentner |
| Wanneer Harvey Gomez vermoord wordt gevonden op het terrein van de universiteit van Californië gaan Winters en Jaruszalski op onderzoek uit. Zij ontdekken dat Harvey een privédetective aan het onderzoeken was, de privédetective was de zus van Harvey aan het onderzoeken in opdracht van de vader van haar vriend. Dus met deze informatie denken zij dat deze vader een goede verdachte is voor de moord op Harvey. Op het moment dat hij voor de rechter mag verschijnen wordt hij ook vermoord gevonden. Meteen bekend de vader van Harvey de moord, hij zegt dat hij gehandeld heeft uit zelfverdediging. Maar de bewijzen kunnen dit niet hardmaken, nu moeten Morales en Price beslissen of zij hem vervolgen voor moord of niet. |                 |                       |                     |                   | |